# Rhantus anggi
Rhantus anggi là một loài bọ cánh cứng trong họ Bọ nước. Loài này được Balke miêu tả khoa học năm 2001.